# Plator nipponicus
Plator nipponicus is een spinnensoort uit de familie Trochanteriidae. De soort komt voor in China, Korea en Japan.